# کبک‌های صخره
کبک‌های صخره (نام علمی: Alectoris) نام یک سرده از تیره قرقاولان است.

## گونه‌ها
- کبک عربی، Alectoris melanocephala
- کبک طوق‌حنایی، Alectoris magna
- کبک صخره، Alectoris graeca
- کبک معمولی، Alectoris chukar
- کبک فیلبی، Alectoris philbyi
- کبک بربری، Alectoris barbara
- کبک پاسرخ، Alectoris rufa

یک گونه پیشاتاریخی به نام A. peii در جمهوری خلق چین شناخته شده است. گونه دیگری به نام A. baryosefi، از سنگواره‌های دوره پلیستوسن آغازین در العبیدیه (دره اردن)، اسرائیل توصیف شده است.